# Чин

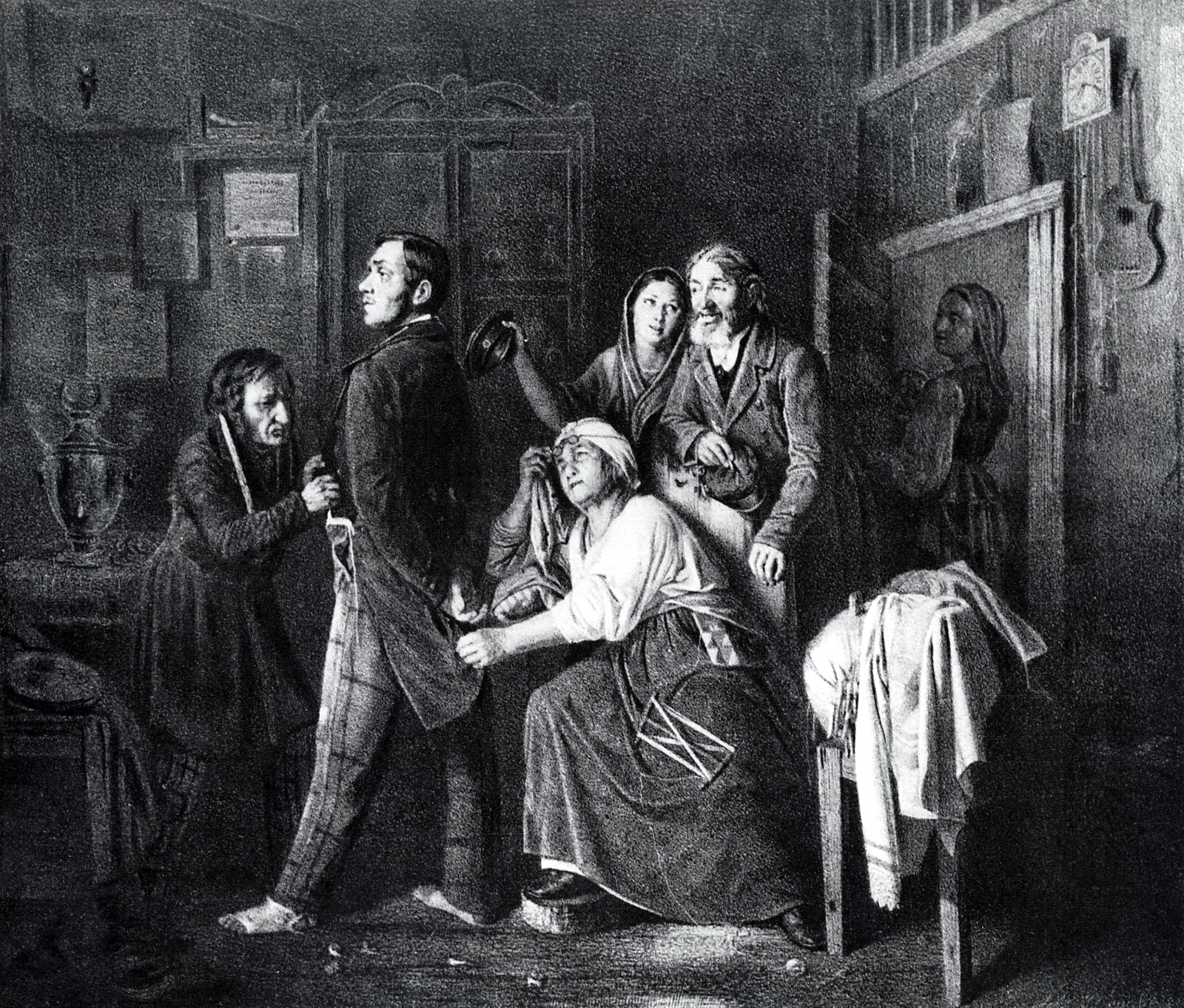
Перов В. Г. Первый чин. Сын дьячка, произведённый в коллежские регистраторы. 1860 год

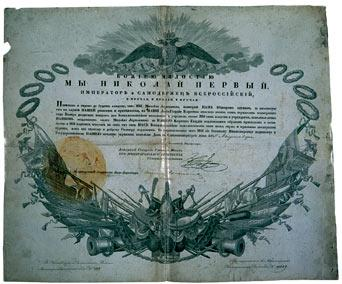
М. Ю. Лермонтову на чин лейб-гвардии корнета, 1835 год

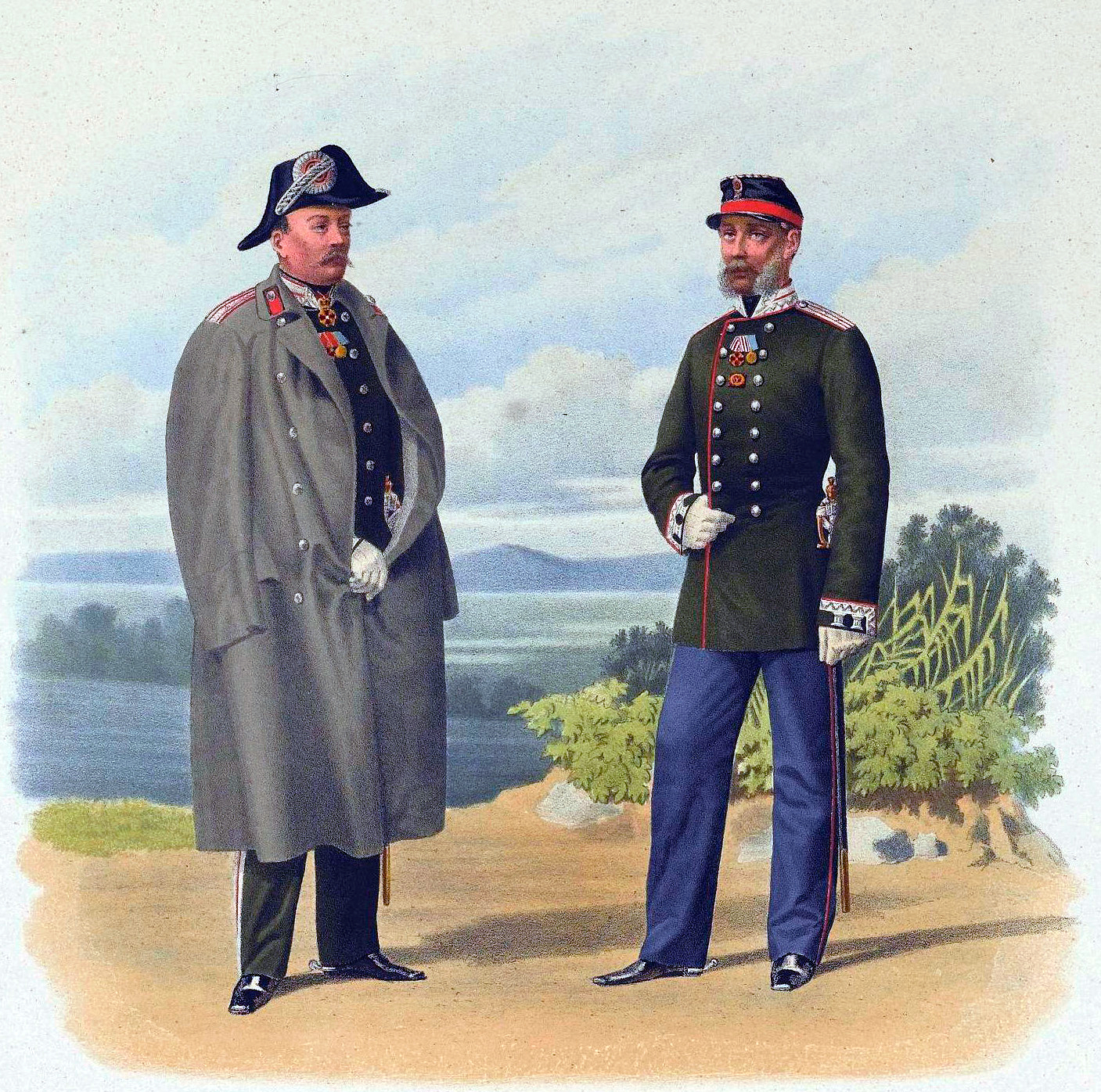
Пиратский К. К. Чиновники Военного министерства 5 и 8 классов. 1863 год

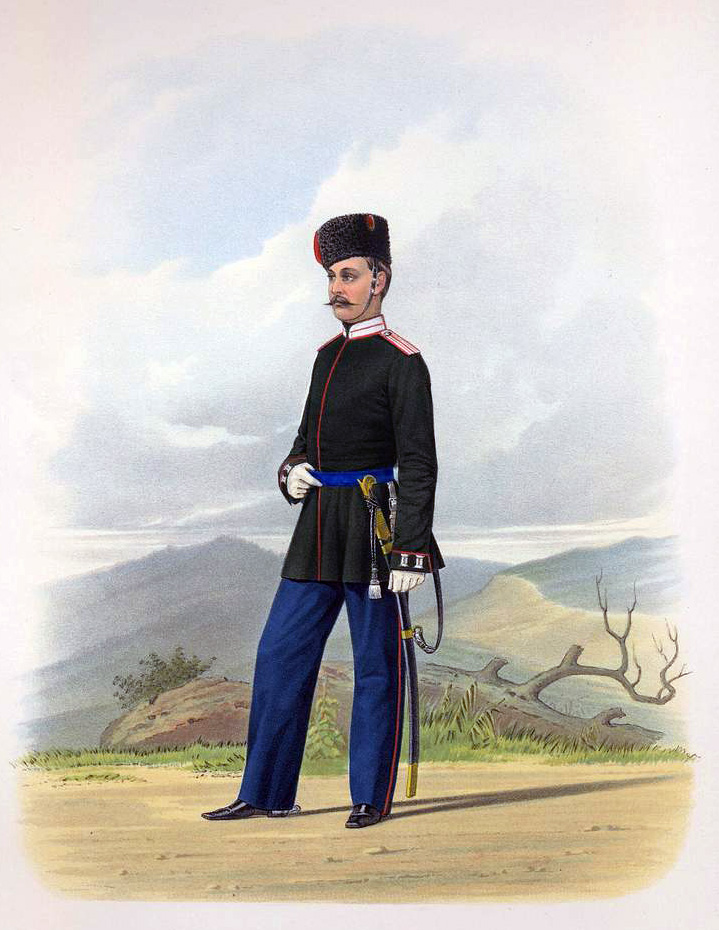
Пиратский К. К. Гражданский чиновник Донского Войска. 1867 год

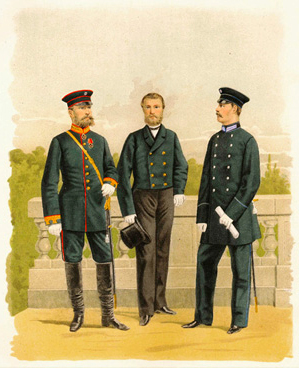
Гражданские чиновники Военного ведомства. Артиллерийский чиновник штаб-офицерского звания, топограф обер-офицерского звания, чиновник учебно-воспитательной службы военно-учебных заведений, не имеющий военного чина. 1883 г.

Чин — степень служебного положения лица (человека) на военной, придворной и гражданской службах в Русском царстве и Российской империи.
Со времени учреждения в 1722 году Петром I Табели о рангах — юридический термин, обозначающий достоинство (ранг) в постепенной последовательности присваиваемое лицам на военной, статской (гражданской) и придворной службах, и сообщающее им определённые права и преимущества. У В. И. Даля, чин — «степень жалованного служебного значения, достоинства, класса».

## История
Чины как достоинство должностного положения, полученное человеком не за древность своего рода, а за его личные заслуги перед государством, появились в России при Алексее Михайловиче с созданием им стрелецкого войска и позднее войск нового строя. Но воинские чины (должности-звания) сохранялись только во время службы в стрелецком войске и войске нового строя. В других войсках до образования полков нового строя воинские должности — звания совпадали с должностями — званиями государевой (гражданской) службы (думный дьяк, дьяк, стольник и так далее). Хотя до начала XVIII века в России существовали думные чины.
Производство в чины в петровской армии происходило в порядке строгой постепенности. Каждая новая вакансия замещалась по выбору офицеров полка (корабля); в чин до капитана утверждал командир «генеральства», то есть корпуса — генерал-аншеф, а до полковника — генерал-фельдмаршал. Патенты на все чины до 1724 года выдавались за подписью самого государя. Производство в полковничьи и генеральские чины зависело от государя. Чтобы родовые связи, покровительство, приязнь и дружба не проводили в среду офицерства людей, не знакомых с военным делом, Пётр указом 1714 года постановил: «Так как многие производят сродников своих и друзей в офицеры из молодых, которые с фундамента солдатского дела не знают, ибо не служили в низких чинах, а некоторые служили только для вида по нескольку недель или месяцев, поэтому таким требуется ведомость, сколько таких чинов есть с 1709 года, а впредь сказать указ, чтоб и дворянских пород и иных со стороны отнюдь не писать, которые не служили солдатами в гвардии». Списки производимых в чины лиц Пётр часто просматривал сам. Царь следил, чтобы дворяне, поступившие солдатами в гвардейские полки, проходили в них известное военное образование, «приличное офицерству». В 1716 году был издан Воинский устав, строго определявший права и обязанности военных чинов их службу.
В 1717 году Пётр разжаловал подполковника Мякишева «в Преображенский полк в бомбардирскую роту в солдаты для того, что он тот чин достал происком, а не службой».

## Наименования чинов
В Русском царстве и Российской империи существовало более 300 наименований чинов. Количество нормативно-правовых актов, регламентирующих порядок чинопроизводства, исчислялось тысячами.

### Чины у казаков
У казаков первый военный чин армейского бригадира получил Иван Краснощёков по указу от 4 марта 1738 года. Затем войсковой атаман Данила Ефремов в 1753 году был произведён в чин генерал-майора. Сидор Белый в 1783 году первый среди запорожцев получил чин секунд-майора и зачислен с ним в русскую армию.
Такие производства не носили регулярного характера, и у казаков ещё долго сохранялись традиционные старшинские звания: атаманы, писари, есаулы, полковники, хорунжие, сотники и т. п. Правительство считало невозможным массово удостаивать и «впредь, как донских, так и протчих нерегулярных войск старшин воинскими регулярными рангами, дабы регулярным офицерам обиды быть не могло».
Указом Павла I от 22 сентября 1798 года за казачьими старшинами были признаны офицерские права. При этом войсковой старшина считался равным майору, есаул — ротмистру, сотник — поручику, хорунжий — корнету.
| Знаки     | Чины                          | Чины                                       | Чины                           | Чины                    | Чины                             | Чины              | Чины                  | Чины                  | Чины                  | Чины                | Чины                 | Чины                  | Чины                 | Чины                    | Чины                     | Чины                  | Чины                   |
| Знаки     | I                             | I                                          | II                             | III                     | IV                               | V                 | VI                    | VII                   | VIII                  | IX                  | X                    | XI                    | XII                  | XIII                    | XIII                     | XIII                  | XIV                    |
| --------- | ----------------------------- | ------------------------------------------ | ------------------------------ | ----------------------- | -------------------------------- | ----------------- | --------------------- | --------------------- | --------------------- | ------------------- | -------------------- | --------------------- | -------------------- | ----------------------- | ------------------------ | --------------------- | ---------------------- |
| Знаки     | Канцлер                       | Действительный тайный советник 1-го класса | Действительный тайный советник | Тайный советник         | Действительный статский советник | Статский советник | Коллежский советник   | Надворный советник    | Коллежский асессор    | Титулярный советник | Коллежский секретарь | Корабельный секретарь | Губернский секретарь | Кабинетский регистратор | Провинциальный секретарь | Синодский регистратор | Коллежский регистратор |
| эполет    | -                             | -                                          |                                |                         |                                  |                   |                       |                       |                       |                     | -                    | -                     | -                    | -                       | -                        | -                     | -                      |
| погон     | -                             | -                                          |                                |                         |                                  |                   |                       |                       |                       |                     |                      | -                     |                      | -                       | -                        | -                     |                        |
| петлица   | -                             | -                                          |                                | -                       |                                  |                   |                       |                       |                       |                     |                      | -                     |                      | -                       | -                        | -                     |                        |
| сроки     | нет                           | нет                                        | не предусмотрен                | не предусмотрен         | не предусмотрен                  | 4 года↗           | 4 года↗               | 4 года↗               | 3 года↗               | 3 года↗             | 3 года↗              | нет                   | 3 года↗              | нет                     | нет                      | нет                   | 3 года↗                |
| обращение | Ваше высокопревосходительство | Ваше высокопревосходительство              | Ваше высокопревосходительство  | Ваше превосходительство | Ваше превосходительство          | Ваше высокородие  | Ваше высокоблагородие | Ваше высокоблагородие | Ваше высокоблагородие | Ваше благородие     | Ваше благородие      | Ваше благородие       | Ваше благородие      | Ваше благородие         | Ваше благородие          | Ваше благородие       | Ваше благородие        |

## Комментарии
1. ↑  В указе об учреждении Табели о рангах отсутствовало понятие государственной службы, оно изредка стало использоваться в нормативно-правовых актах Российской империи только со второй половины XIX века. Согласно смыслу ряда формулировок, присутствующих в тексте указа (см. п. 12: «Когда кто из Наших высоких и нижних служителей», п. 16: «В Нашей же службе обретающиеся»), имелось в виду служение императору, а не государству.